# Sudkov
Sudkov (německy Zautke) je obec v okrese Šumperk v Olomouckém kraji. Žije zde přibližně 1 200 obyvatel. Pečetním znamením obce bylo srdce, z něhož vyrůstají tři květiny.

## Název
Název obce vznikl připojením přivlastňovací přípony k osobnímu jménu Sudek či Súdek (německy Zautke).

## Historie
První písemná zmínka o obci pochází z roku 1353 (Sudcow).

## Obyvatelstvo
| Rok            | 1869 | 1880 | 1890 | 1900 | 1910  | 1921  | 1930  | 1950  | 1961  | 1970  | 1980  | 1991  | 2001  | 2011  | 2021  |
| -------------- | ---- | ---- | ---- | ---- | ----- | ----- | ----- | ----- | ----- | ----- | ----- | ----- | ----- | ----- | ----- |
| Počet obyvatel | 703  | 809  | 963  | 963  | 1 409 | 1 402 | 1 548 | 1 172 | 1 233 | 1 271 | 1 325 | 1 197 | 1 198 | 1 150 | 1 127 |
| Počet domů     | 79   | 90   | 96   | 105  | 123   | 126   | 170   | 186   | 189   | 213   | 235   | 265   | 270   | 296   | 302   |

## Obecní správa

### Obecní symboly
Znak byl obci udělen rozhodnutím předsedy Poslanecké sněmovny Parlamentu České republiky dne 2. září 1994 a vlajka byla obci udělena rozhodnutím předsedy PSP ČR dne 17. dubna 2009.

## Pamětihodnosti
V katastru obce jsou evidovány tyto kulturní památky:
- Rolnická usedlost čp. 91 – lidová architektura z roku 1840 se štukovou výzdobou obytné části, hospodářská část ze 2. poloviny 19. století
- Rolnická usedlost čp. 12 – lidová architektura ze 2. čtvrtiny 19. století se štukovou výzdobou průčelí

Další památky:
- Most z roku 1922 přes řeku Desnou.

## Galerie

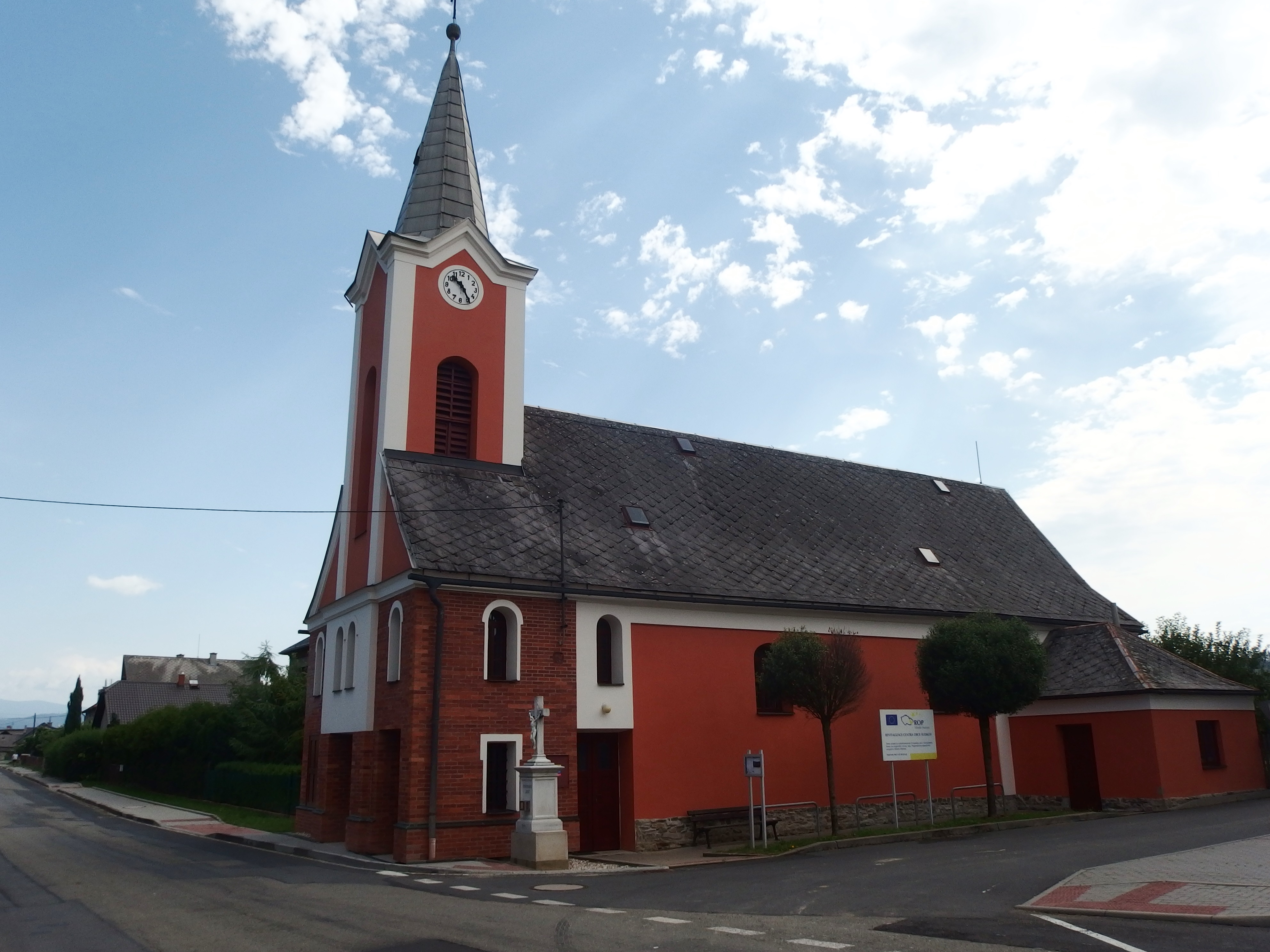
Kaple sv. Prokopa
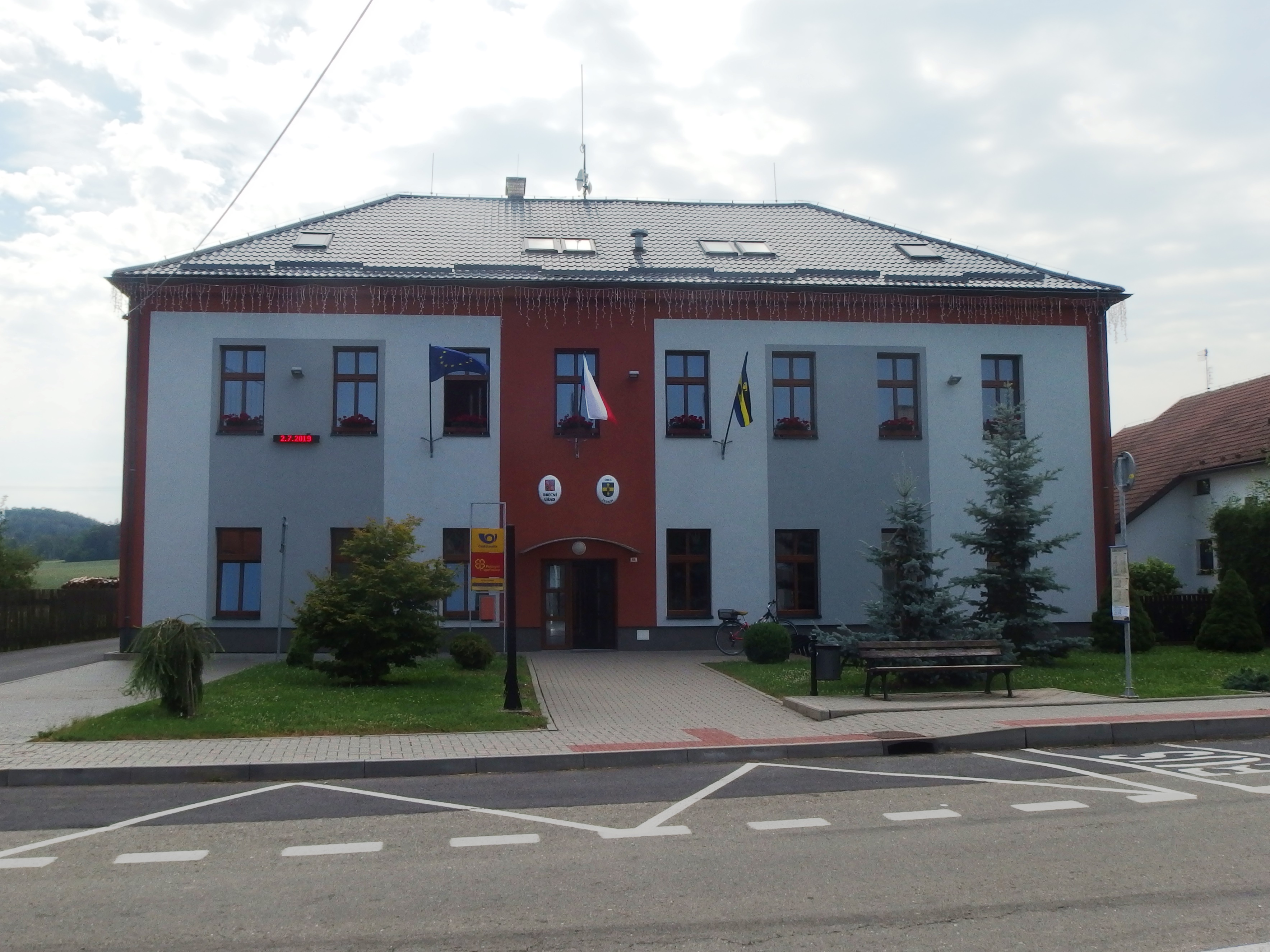
Obecní úřad
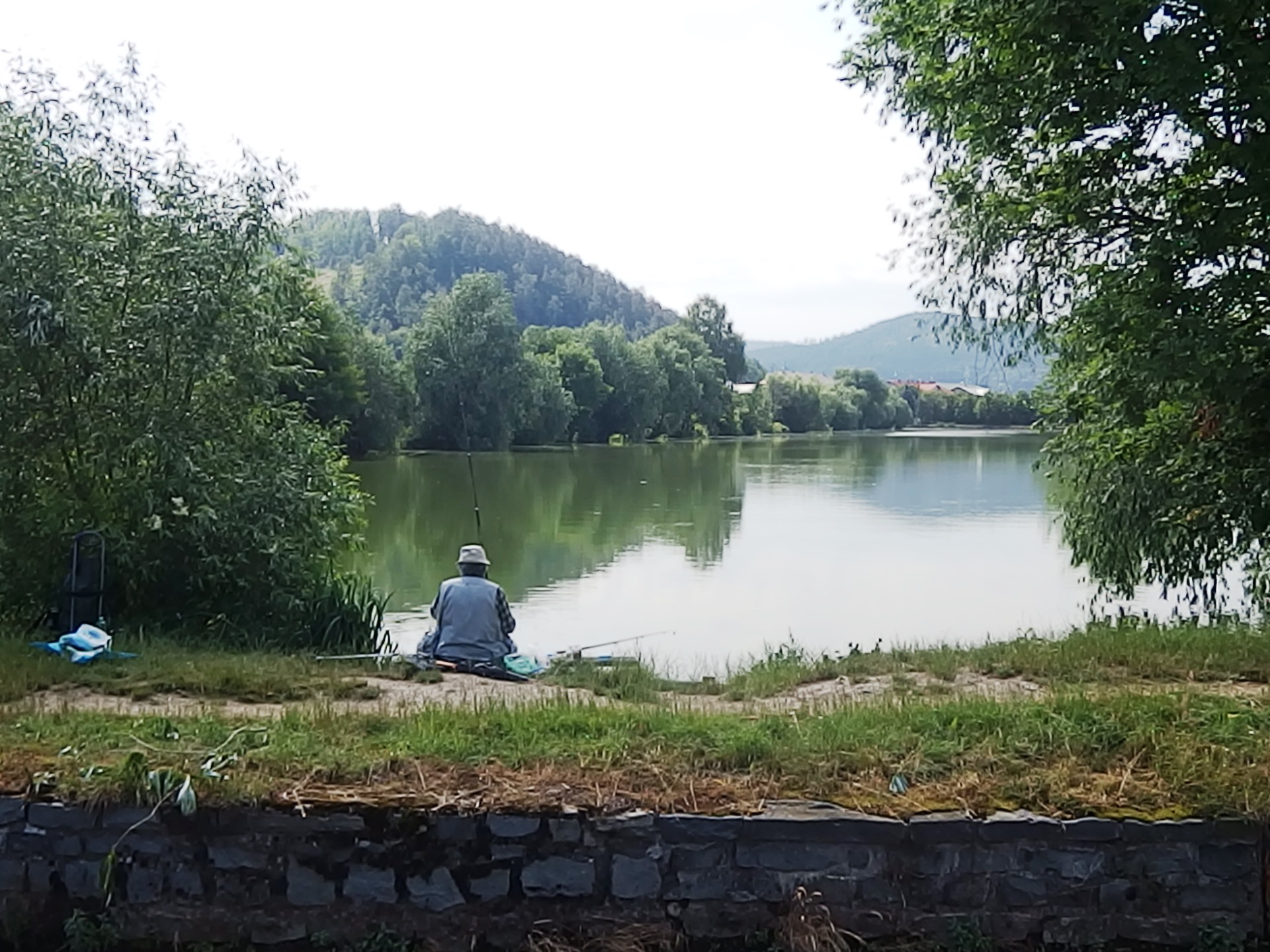
Sudkovský rybník
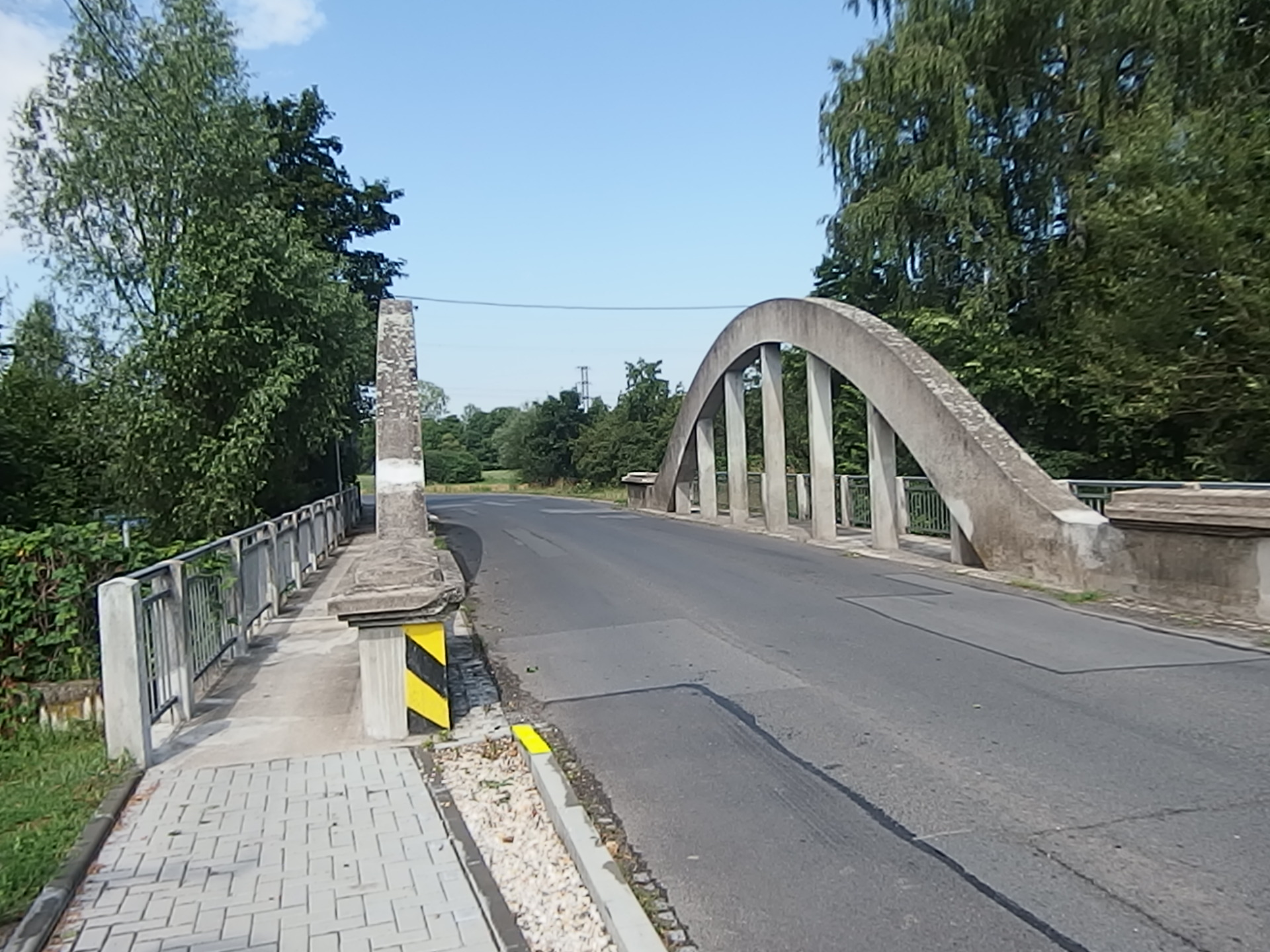
Most přes Desnou